# Wiktor Grigorjewitsch Afanassjew
Wiktor Grigorjewitsch Afanassjew (russisch Виктор Григорьевич Афанасьев; geboren am 18. November 1922 in Aktanysch, Tatarische ASSR, RSFSR; gestorben am 10. April 1994 in Moskau) war ein sowjetischer Journalist und von 1976 bis 1989 Chefredakteur der Prawda.

## Leben
Afanassjew diente von 1940 bis zu seiner Demobilisierung 1952 in der Armee und nahm am Zweiten Weltkrieg teil. 1943 wurde er Mitglied der KP. Wiktor Afanassjew arbeitete von 1953 bis 1960 am staatlichen pädagogischen Institut in Tscheljabinsk. Afanassjew promovierte 1964 über das Problem der Ganzheitlichkeit in der Philosophie und Biologie («Проблема целостности в философии и биологии»). In den Jahren 1974 bis 1976 war er stellvertretender Redakteur der Prawda und anschließend Chefredakteur der Zeitschrift Kommunist, ehe er 1976 zum Chefredakteur der Prawda ernannt wurde, was er bis Oktober 1989 blieb. Afanassjew wurde durch Iwan Frolow ersetzt, der als wesentlich offener für die Reformen im Rahmen der Perestroika galt.
Wiktor Afanassjew war in den Jahren 1984 bis 1989 Abgeordneter des Obersten Sowjets der UdSSR und von 1976 bis 1990 Vorsitzender der Union der sowjetischen Journalisten.
Er verstarb 1994 in Moskau.

## Auszeichnungen
Afanassjew erhielt verschiedene Auszeichnungen, wie den Leninorden.